# Anomaly
Anomaly är ett soloalbum av Ace Frehley. Det släpptes den 15 september 2009. Albumet är tillägnat bland andra KISS-trummisen Eric Carr (1950-1991) och Pantera-gitarristen Dimebag Darrell (1966-2004).

## Låtförteckning
Alla låtar förutom Sweet-covern "Fox on the run" är skrivna av Ace Frehley.
1. "Foxy & Free" – 3:43
2. "Outer Space" (Jesse Mendez, David Askew, Frehley) – 3:48
3. "Pain in the Neck" – 4:18
4. "Fox on the Run" (Andy Scott, Brian Connolly, Steve Priest, Mick Tucker) – 3:34
5. "Genghis Khan" – 6:08
6. "Too Many Faces" – 4:22
7. "Change the World" – 4:11
8. "Space Bear" – 5:24
9. "A Little Below the Angels" – 4:17
10. "Sister" – 4:48
11. "It's a Great Life" – 4:00
12. "Fractured Quantum" – 6:19
13. "The Return of Space Bear" (Itunes-bonusspår)